# ArtePiazza
ArtePiazza (アルテピアッツァ, Arutepiattsa) est un studio de développement de jeux vidéo japonais. Le nom de la société est formé des mots italiens Arte, art, et Piazza, place.

## Historique
ArtePiazza est principalement connu pour son implication dans le développement de la série Dragon Quest avec Enix, puis, plus tard, avec Square Enix. Responsable de la conception d'illustrations de certains titres dans un premier temps, le studio a par la suite réalisé des remakes, dont Dragon Quest V sur PlayStation 2 et Dragon Quest IV, Dragon Quest V et Dragon Quest VI sur Nintendo DS.

## Jeux développés

### SérieDragon Quest
- 1996: Dragon Quest III (Super Nintendo - design et scénario)
- 2000: Dragon Quest VII (PlayStation - design et scénario)
- 2001: Dragon Quest IV (PlayStation - design)
- 2002: Torneko no Daibōken 3: Fushigi no Dungeon (PlayStation 2 - scénario)
- 2004: Dragon Quest V (PlayStation 2)
- 2007: Dragon Quest IV (Nintendo DS)
- 2008: Dragon Quest V (Nintendo DS)
- 2010: Dragon Quest VI (Nintendo DS)
- 2013: Dragon Quest VII (Nintendo 3DS)

### Autres titres
- 2006: Innocent Life: A Futuristic Harvest Moon (PlayStation Portable, PlayStation 2)
- 2007: Opoona (Wii)
- 2010: GO Series: Pinball Attack! (DSiWare)
- 2010: Accel Knights: Imashi ga Tame Ware wa Tsurugi o Toru (DSiWare)
- 2010: Arrow of Laputa (DSiWare)
- 2011: Rikishi (DSiWare)
- 2016: Romancing Saga 2 (Iphone, Ipad, Android, PlayStation Vita)
- 2023: Super Mario RPG (Nintendo Switch)